# Wil Hartog
Wil Hartog (Abbekerk, 28 mei 1948) is een Nederlands voormalig motorcoureur en ondernemer.

## Privéleven
Wil Hartog volgde de Rijks Middelbare Landbouwschool (RMLS) in Schagen. Hij werkte in de grasdrogerij van zijn vader en werd daar in de jaren zeventig bedrijfsleider. Eind 1978 trouwde hij met Antinka Corina Silver. Samen kregen ze twee zonen. In 1997 scheidde hij van haar en ook zijn tweede huwelijk liep stuk. Tegenwoordig heeft hij een veel jongere, Thaise vriendin.

## Racecarrière

### Privérijder en Racing Team Riemersma

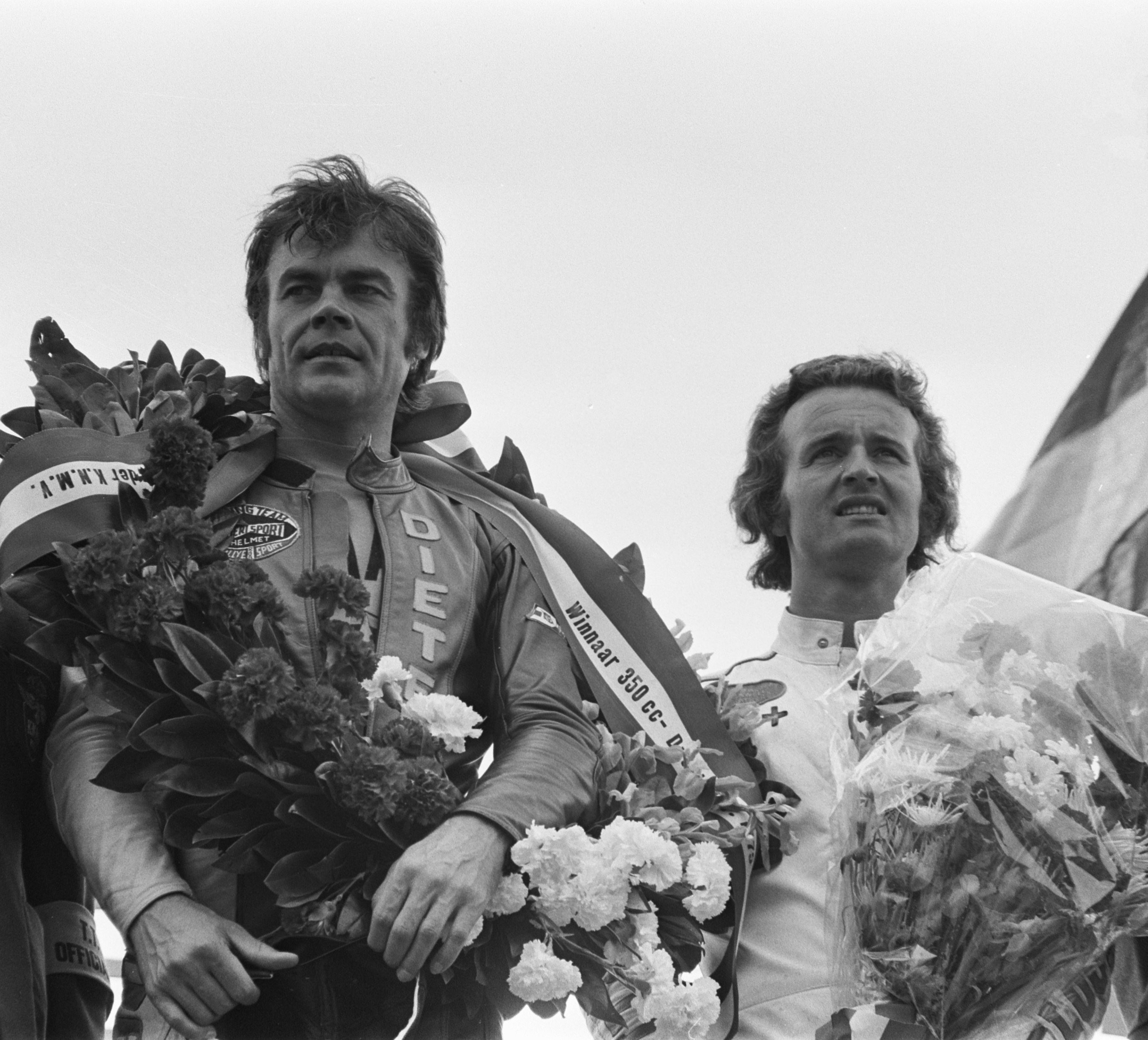
Het podium na de 350cc-race in Assen in 1975: winnaar Dieter Braun en beste Nederlander Wil Hartog

Wil Hartog droeg altijd een wit motorpak in een tijd dat zwart gebruikelijk was. Deze gewoonte had hij overgenomen van de Zweedse coureur Kent Andersson. Dit, samen met zijn lengte, leverde Wil de bijnaam "De Witte Reus" op.
Vanaf 1969 kreeg hij financiële steun van Ton en Loes Riemersma, die een motorhandel hadden en importeur van een aantal merken waren. Zij zouden hem gedurende zijn hele carrière blijven steunen en beëindigden hun "Team Riemersma" op het moment dat Wil Hartog stopte. Omdat de werkzaamheden in de grasdrogerij zich in de zomer concentreerden kon hij in de eerste jaren - behalve de TT van Assen - slechts mondjesmaat aan wedstrijden in het buitenland deelnemen. In 1977 ging hij deelnemen aan het volledige 500cc-wereldkampioenschap.
Al in 1968 was Wil Hartog Nederlands kampioen bij de nationalen in de 125cc-klasse met een Honda CR 93. In 1969 werd hij opgenomen in het Motorpaleis Riemersma Racing Team. In 1970 reed Wil Hartog zijn eerste Grand Prix, de 125cc- TT van Assen, waarin hij uitviel. Hij werd Nederlands kampioen bij de internationalen in de 125- en de 250cc-klasse. In 1972 werd hij Nederlands kampioen 250 cc internationaal. In 1972 reed Hartog nationales race met een van de Suzuki RT 67 fabrieksracers die in 1968 aan Hans Georg Anscheidt waren gegeven en intussen in het bezit waren van Henk Viscaal. In dit jaar startte hij met een tot 352 cc opgeboorde Yamaha TR 3 in de 500cc-klasse in Assen. Hij kwalificeerde zich als zevende, maar viel uit door een vastloper. In de 250cc-klasse werd hij met een Yamaha TD 3 veertiende. Hij werd Nederlands kampioen 250- en 500 cc. In 1973 werden de machines van het Riemersma-team geprepareerd door Karel Zegers, die Hartog al vanaf het begin van zijn carrière had bijgestaan. Hartog werd opnieuw Nederlands kampioen 350- en 500 cc. In de TT van Assen van 1973 werd hij in de 500cc-race vierde achter Phil Read, Kim Newcombe en Christian Bourgeois. Dat leverde hem in het wereldkampioenschap een 25e plaats op. In 1975 werd hij Nederlands kampioen 250-, 350- en 500 cc en werd hij zesde in de 350cc-TT van Assen. Vanaf 1976 stapte Wil Hartog voor de 500cc-klasse over van zijn opgeboorde 350cc-Yamaha op een Suzuki RG 500. Vanaf dat moment zou hij uitsluitend nog 500cc-races rijden met een Suzuki. In dit jaar werd hij 500cc-kampioen van Nederland. In de Grand Prix van Oostenrijk maakte Wil Hartog weer een van zijn bliksemstarts. Vanaf de derde startrij reed hij even aan de leiding, maar hij viel al snel uit door koelproblemen. In de TT van Assen was hij vanaf de derde startplaats als eerste weg, maar hij lag het grootste deel van de race op de derde plaats. Hij werd ingehaald door Pat Hennen, maar werd toch nog derde doordat Giacomo Agostini uitviel. In de Zweedse Grand Prix was hij samen met Tom Herron als snelste weg, maar hij viel uit door een vastloper. Hierna kwam hij in de uitslagen niet meer voor.

### Semi professioneel rijder
Wil Hartog werd nooit volledig beroepscoureur, vanwege zijn werk op de grasdrogerij van zijn vader. 
1977
In 1977 reed Wil Hartog een bijna volledig seizoen in het wereldkampioenschap, maar het begon niet erg goed met een zesde plaats in de Grand Prix van Duitsland en twee keer uitvallen. Bij de TT van Assen kwamen de andere Nederlandse 500cc-coureurs Boet van Dulmen (arm gebroken) en Marcel Ankoné (gevallen in de training) niet aan de start en Wil had slechts de tiende trainingstijd, vijf seconden langzamer dan Barry Sheene en Philippe Coulon. Hartog was niet gelukkig met het weer tijdens de TT: koud en nat, en had bovendien al dagen last van zijn darmen. Hij kreeg van Stephanie McLean, de vriendin van Barry Sheene, medicijnen die hem hielpen, naast de mineralen en glucose die hij van Ab Rozijn kreeg. Toch voelde hij zich te zwak om de Suzuki aan te duwen, maar gelukkig sloeg de motor snel aan en stootte hij vanaf de derde startrij meteen door naar de kop. Jack Middelburg had inmiddels gemerkt dat zijn kettingtandwiel na de wisseling op regenbanden niet vastgezet was en vertrok als laatste. Hartog kwam aan de leiding  te liggen, maar werd na een aantal ronden gepasseerd door Christian Estrosi. Door hem te volgen wist Hartog zijn voorsprong op de achtervolgers uit te bouwen. Estrosi lag vier ronden aan de leiding, maar viel aan het einde van de negende ronde, waardoor Hartog weer voorop kwam te liggen. Toen de baan op begon te drogen zette Barry Sheene de achtervolging in, maar hij kon Wil Hartog niet van de overwinning afhouden. In de rest van het seizoen maakte Hartog nog enkele malen indruk met zijn snelle starts, maar tot podiumplaatsen kwam het niet meer en hij werd in de WK-eindstand tiende. 

### Fabriekscoureur
1978
Al vroeg in 1978 ging het gerucht dat Hartog in elk geval voor de TT van Assen een semi-fabrieksblok van Suzuki zou krijgen, en inderdaad ontving Ton Riemersma begin juni zo'n motor. Het zou echter anders lopen. Pat Hennen maakte samen met Barry Sheene deel uit van het officiële fabrieksteam van Suzuki, Heron Suzuki GB. Hij kreeg echter tijdens de TT van Man een ernstig ongeluk, waarbij hij zwaar hoofdletsel opliep. Wil Hartog kreeg zowel de fabrieksracer als de monteurs van Hennen tot zijn beschikking. Wil had in vier GP's punten gescoord en in Assen werd hij vijfde met de fabrieksmachine. Sheene vond echter dat hij de steun van Hennen zou missen en dat Hartog daarom de rest van het seizoen met deze machine moest blijven rijden. In de GP van België kreeg Michel Rougerie de reservemachine van Barry Sheene. Hartog en Rougerie moesten de Yamaha-rijders op achterstand zetten en Sheene laten winnen. Sheene pakte op de natte baan ook wel kopstart, maar ronde na ronde kwam Wil Hartog als eerste langs, gevolgd door Sheene en Roberts. Hartog wilde Sheene wel voorbij laten, maar die ging zo langzaam dat zelfs de slecht gestarte Rougerie aansluiting vond. Uiteindelijk liet Wil Hartog Barry Sheene voorbij om hem vervolgens acht tot negen maal in te halen om hem te tonen op welke plaatsen hij te langzaam ging. Sheene begreep de boodschap niet en kon gewoon niet zo snel als Wil Hartog. Uiteindelijk maakte de Japanse teamleiding een einde aan het spektakel: zij toonden Hartog enkele ronden voor het einde een pitbord met de tekst "GO". Op die manier zou in elk geval een Suzuki winnen, belangrijk voor de constructeurstitel. In de laatste paar ronden pakte Hartog een voorsprong van dertien seconden en hij won de Belgische Grand Prix. Kenny Roberts, die zich gewoon op Sheene geconcentreerd had, werd tweede, Barry Sheene derde. Bij de GP van Zweden moest Hartog zich aan strikte teamorders houden, temeer omdat Roberts niet fit was en moest afhaken. Hij liet Sheene voorgaan en werd tweede. Tijdens de Grand Prix van Finland vielen zowel Sheene als Roberts uit en Wil Hartog won opnieuw. Tijdens de Britse Grand Prix reed Hartog samen met Roberts aan de leiding, maar hij viel uit. In het wereldkampioenschap eindigde Wil Hartog op de vierde plaats. 
1979

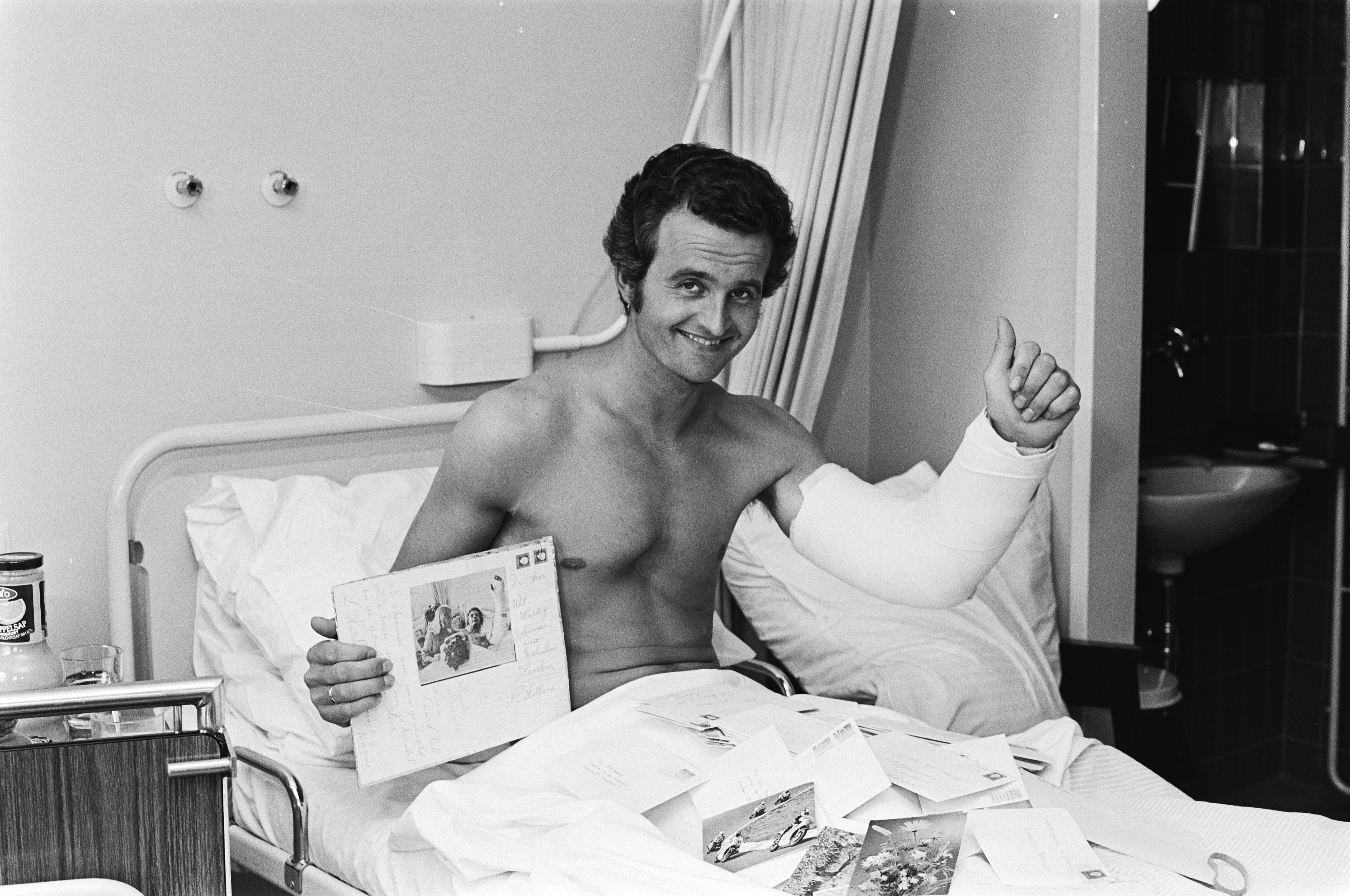
Hartog met gebroken arm (1979)

Nu hij deel uitmaakte van het Suzuki-fabrieksteam ging Hartog ook naar de Grand Prix van Venezuela, waar hij de wedstrijd met gemak leidde, maar uitviel toen zijn voorrem blokkeerde. Tijdens een race in Zandvoort brak hij een arm, maar hij was op tijd fit voor de GP van Oostenrijk, waar hij derde werd. Bij de Duitse Grand Prix startte hij weer als snelste en hij bouwde binnen één ronde een voorsprong van negen seconden op. Op de lange Hockenheimring reed hij zelfs tegenstanders op een ronde, waardoor hij gehinderd werd, maar hij won toch zijn vierde Grand Prix. Dankzij podiumplaatsen in Jarama, Assen en Silverstone eindigde Wil Hartog opnieuw als vierde in het wereldkampioenschap. Aan het einde van dit jaar was Wil Hartog ook betrokken bij de oprichting van de Professional Riders Association, een initiatief van Kenny Roberts. Die wilde een aparte raceserie opzetten, zonder de FIM, maar dat betekende een verbod voor de coureurs om in de reguliere GP's te starten en Hartog haakte af. Hij werd rijdersvertegenwoordiger bij de FIM. Wil Hartog kreeg de Hans de Beaufort-beker van de KNMV, de hoogste onderscheiding in de Nederlandse motorsportwereld, toegekend.
1980
Het seizoen 1980 begon voor het fabrieksteam van Suzuki, dat nu bestond uit Graziano Rossi en Marco Lucchinelli (via Gallina-Suzuki), Randy Mamola en Graeme Crosby (via Heron Suzuki GB) en Wil Hartog (via Riemersma) met problemen met de krukaslagers, waardoor Lucchinelli, Mamola en Hartog in de Grand Prix des Nations uitvielen. Voor de Spaanse Grand Prix kregen Hartog, Rossi en Mamola nieuwe frames met monoshock-achtervering. Wil viel echter en brak een lendewervel, waardoor hij de Franse GP en een aantal internationale race moest overslaan en pas vijf weken later bij de TT van Assen weer kon starten. Hij werd door gebrek aan wedstrijdritme, een kapotte ontsteking en verkeerde banden slechts 19e. In België werd hij vijfde maar in de Grand Prix van Finland vocht hij lang om de tweede plaats met Graziano Rossi en Kenny Roberts. Aan de leiding lag toen Lucchinelli, maar Rossi en Lucchinelli reden de pit in met motorproblemen en Kenny Roberts was tevreden met een tweede plaats omdat hij zo zijn voorsprong op Mamola in het kampioenschap kon uitbouwen. Wil Hartog won zijn vijfde Grand Prix. In het wereldkampioenschap eindigde hij als zesde.
1981
In 1981 hadden Wil Hartog en Ton Riemersma slechts één doel: de wereldtitel in de 500cc-klasse. Riemersma kreeg Mike Sinclair, Steve Flaunty en Martin Brookman als monteurs en nieuwe fabrieksracers van Suzuki. Tijdens de eerste Grand Prix, in Oostenrijk, ging het al niet goed: Hartog werd slechts negende en in Duitsland kwam hij niet verder dan de veertiende plaats. Enkele uren na deze race maakte hij bekend dat hij zijn carrière zou beëindigen. Later zou Wil verklaren dat het starten met nieuw materiaal een fout was. De machines waren nog niet raceklaar en met de machines uit 1980 was het waarschijnlijk beter gegaan. Suzuki gaf Hartog's machine aan Franco Uncini, die er slechts vier punten mee scoorde (zevende in de Zweedse Grand Prix).
Pas in 1984 stapte Wil weer op de motor om een demonstratierace voor prominenten in Tubbergen te rijden. In 1986 reed hij op verzoek van de redactie van het Weekblad Motor een paar rondjes op het TT-circuit met de Suzuki RG 500 Gamma, een wegmotor die van de racer was afgeleid. Voor die rit had hij zelfs zijn witte motorpak teruggehaald bij de fan aan wie hij het geschonken had. Later ging Wil Hartog regelmatiger deelnemen aan klassieke races en demonstratieritten. Hij bezocht de TT van Assen nog elk jaar, niet zelden in gezelschap van zijn voormalige "bazin" Loes Riemersma. Begin jaren negentig werd hij voorzitter van de Stichting Promotie Wegrace.

## Willy van Wanrooij
Willy van Wanrooij kwam in 1976 als monteur bij het Racing Team Riemersma terecht. Willy was technisch autodidact, maar werd al snel een autoriteit waar het de Suzuki RG 500 betrof. Hij gaf Wil Hartog ook tips voor zijn snelle start en het heelhouden van de motor tijdens de race. In 1979 verliet hij na de Britse Grand Prix het team voor korte tijd, omdat hij niet kon samenwerken met Mike Sinclair, die voor Heron Suzuki GB werkte en met de machine van Pat Hennen was meegekomen. Toen de resultaten in het voorjaar van 1980 achterwege bleven vroeg Ton Riemerma hem terug te keren bij het team, waar hij tot het stoppen van Wil in 1981 toch samenwerkte met Sinclair. Na Wil's carrière was Willy van Wanrooij eigenaar van de Suzuki RG 500 waarmee Wil de TT van Assen won en de RGB 500 uit de latere jaren. Die machines moesten volledig gerestaureerd worden nadat van Wanrooij's werkplaats in 1992 door verdwaald vuurwerk afbrandde. De RG 500 staat nu in het Wil Hartog Museum in Koppershorn. 

## Grasdrogerij Hartog
In het dagelijkse leven was Wil Hartog tot aan zijn pensioen in 2013 directeur van een internationale grasdrogerij in Lambertschaag, een buurtschap die valt onder zijn geboorteplaats Abbekerk in de Nederlandse provincie Noord-Holland. Naast de grasdrogerij bevindt zich het museum over Wil Hartog dat op afspraak te bezoeken is.
De grasdrogerij werd in 1950 overgenomen door Wils vader Jan Cornelis Hartog, tot dat moment veehouder in Aartswoud. De drogerij stond toen nog aan de Vekenweg in Abbekerk. Toen de eigenaar Gerrit Fikse er geen brood meer in zag nam Jan Hartog het bedrijf over omdat hij als veehouder het probleem om aan wintervoer te komen inzag. Om ook in de wintermaanden het hoofd boven water te houden droogde hij niet alleen gras: na de Watersnood van 1953 werden er ook lompen uit Zeeland gedroogd en toen het vismeel te duur werd ging hij zelfs zeesterren drogen om tot veevoer te verwerken. Specialisatie van het bedrijf was luzerne.
Begin jaren zeventig kreeg de drogerij geen vergunning meer om uit te breiden en besloot men uit te wijken naar Koppershorn, ten noordoosten van Abbekerk. Na het overlijden van Jan nam Wil Hartog in 1987 samen met zijn moeder en zijn broer Piet de leiding van de grasdrogerij over. Op 1 juli 2013 ging Wil Hartog met pensioen.

## Wereldkampioenschap wegrace resultaten
(Races in cursief geven de snelste ronde aan)
| Jaar | Klasse | Team               | Motorfiets    | 1       | 2       | 3       | 4            | 5       | 6       | 7       | 8          | 9       | 10      | 11      | 12      | 13      | Punten | Plaats | Overwinningen |
| ---- | ------ | ------------------ | ------------- | ------- | ------- | ------- | ------------ | ------- | ------- | ------- | ---------- | ------- | ------- | ------- | ------- | ------- | ------ | ------ | ------------- |
| 1970 | 125 cc | Privé              | Yamaha AS-1   | DUI -   | FRA -   | ADR -   | IOM -        | NED DNF | BEL -   | DDR -   | TSL -      | FIN -   |         | NAT -   | SPA -   |         | 0      | -      | 0             |
| 1972 | 250 cc | Privé              | Yamaha TD 3   | DUI -   | FRA -   | OOS -   | NAT -        | IOM -   | JOE -   | NED 14  | BEL -      | DDR -   | TSL -   | ZWE -   | FIN -   | SPA -   | 0      | -      | 0             |
| 1972 | 500 cc | Privé              | Yamaha TR 3   | DUI -   | FRA -   | OOS -   | NAT -        | IOM -   | JOE -   | NED DNF | BEL -      | DDR -   | TSL -   | ZWE -   | FIN -   | SPA -   | 0      | -      | 0             |
| 1973 | 350 cc | Privé              | Yamaha TZ 350 | FRA -   | OOS -   | DUI -   | NAT -        | IOM -   | JOE -   | NED DNF |            | TSL -   | ZWE -   | FIN -   | SPA -   |         | 0      | -      | 0             |
| 1973 | 500 cc | Privé              | Yamaha TZ 350 | FRA -   | OOS -   | DUI -   | NAT afgelast | IOM -   | JOE -   | NED 4   | BEL -      | TSL -   | ZWE -   | FIN -   | SPA -   |         | 8      | 25e    | 0             |
| 1974 | 250 cc | Privé              | Yamaha TZ 250 |         | DUI -   |         | NAT -        | IOM -   | NED 15  | BEL -   | ZWE -      | FIN -   | TSL -   | JOE -   | SPA -   |         | 0      | -      | 0             |
| 1974 | 350 cc | Privé              | Yamaha TZ 350 | FRA -   | DUI -   | OOS -   | NAT -        | IOM -   | NED 15  |         | ZWE -      | FIN -   |         | JOE -   | SPA -   |         | 0      | -      | 0             |
| 1975 | 350 cc | Privé              | Yamaha TZ 350 | FRA -   | SPA -   | OOS -   | DUI -        | NAT -   | IOM -   | NED 6   |            |         | FIN -   | TSL -   | JOE -   |         | 5      | 26e    | 0             |
| 1975 | 500 cc | Privé              | Suzuki RG 500 | FRA -   |         | OOS -   | DUI -        | NAT -   | IOM -   | NED DNF | BEL -      | ZWE -   | FIN -   | TSL -   |         |         | 0      | -      | 0             |
| 1976 | 500 cc | Privé              | Suzuki RG 500 | FRA -   | OOS DNF | NAT -   |              | IOM -   | NED 3   | BEL -   | ZWE DNF    | FIN -   | TSL -   | DUI -   |         |         | 10     | 21e    | 0             |
| 1977 | 500 cc | Privé              | Suzuki RG 500 | VEN -   | OOS -   | DUI 6   | NAT DNF      |         | FRA DNF |         | NED 1      | BEL 7   | ZWE 5   | FIN DNF | TSL DNF | GBR DNF | 30     | 10e    | 1             |
| 1978 | 500 cc | Privé Heron Suzuki | Suzuki RG 500 | VEN -   | SPA 9   | OOS 7   | FRA 5        | NAT 6   | NED 5   | BEL 1   | ZWE 2      | FIN 1   | GBR DNF | DUI DNF |         |         | 65     | 4e     | 2             |
| 1979 | 500 cc | Suzuki             | Suzuki RG 500 | VEN DNF | OOS 3   | DUI 1   | NAT DNF      | SPA 2   | JOE 4   | NED 3   | BEL boycot | ZWE DNF | FIN 10  | GBR 3   |         | FRA 18  | 66     | 4e     | 1             |
| 1980 | 500 cc | Suzuki             | Suzuki RG 500 | NAT DNF | SPA DNF | FRA DNS |              | NED 19  | BEL 5   | FIN 1   | GBR DNF    |         | DUI 3   |         |         |         | 31     | 6e     | 1             |
| 1981 | 500 cc | Suzuki             | Suzuki RG 500 |         | OOS 9   | DUI 14  | NAT -        | FRA -   |         | JOE -   | NED -      | BEL -   | SMR -   | GBR -   | FIN -   | ZWE -   | 2      | 23e    | 0             |

## Trivia

### Beker verkocht
De beker die Hartog in 1977 kreeg na zijn TT-overwinning werd door zijn zoontje verkocht op een rommelmarkt.

### Snelle starter
Gedurende de carrière van Hartog waren duwstarts nog gebruikelijk en Wil Hartog kon als geen ander snel starten. Al in zijn eerste Grand Prix, de 125cc-TT van Assen van 1970, reed hij een volle ronde aan de leiding terwijl hij op de derde startrij stond. Zo was het ook in zijn tweede GP, de 500cc-TT van Assen van 1972, toen hij met een 352cc-Yamaha TR 3 op de zevende startplaats stond maar na een ronde als tweede doorkwam. Voor de start van de Britse Grand Prix wees de circuitomroeper het publiek speciaal op de start van Hartog, die hem niet teleurstelde. Hartog was sterk genoeg om zijn Suzuki RG 500 met drie stappen aan te duwen, terwijl andere coureurs daar soms wel acht tot tien stappen voor nodig hadden. 

### Valentino Rossi
Na zijn overwinning in de Finse Grand Prix van 1980 werd Hartog gefeliciteerd door Stefania, de vrouw van Graziano Rossi met haar zes maanden oude zoontje Valentino op de arm. 

### Kleine spionnen
Toen Hartog fabrieksrijder was liet Willy van Wanrooij zijn kinderen in het rennerskwartier alles wat van metaal was uit de prullenbakken vissen. Deze "spelende kinderen" brachten op die manier gebruikte onderdelen mee, waardoor van Wanrooij wist welke bougies, remblokken etc. de concurrentie gebruikte. Zo kwam hij er bijvoorbeeld achter dat Barry Sheene andere spullen kreeg dan Wil Hartog. 

## Afbeeldingen

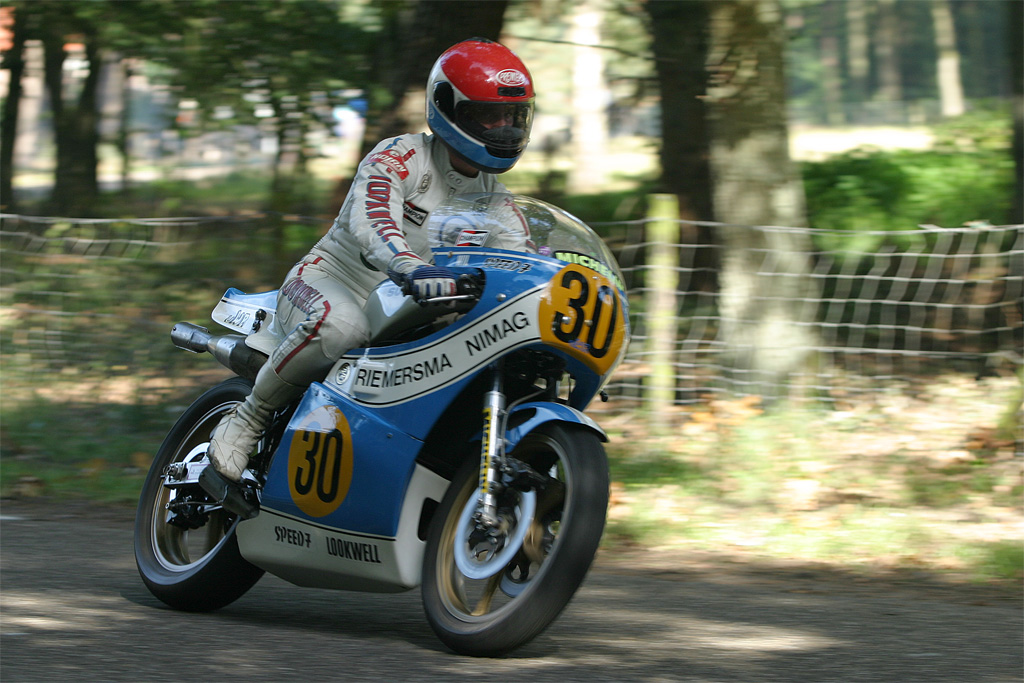
Wil Hartog tijdens Classic Racing in Oldebroek, 15 september 2007
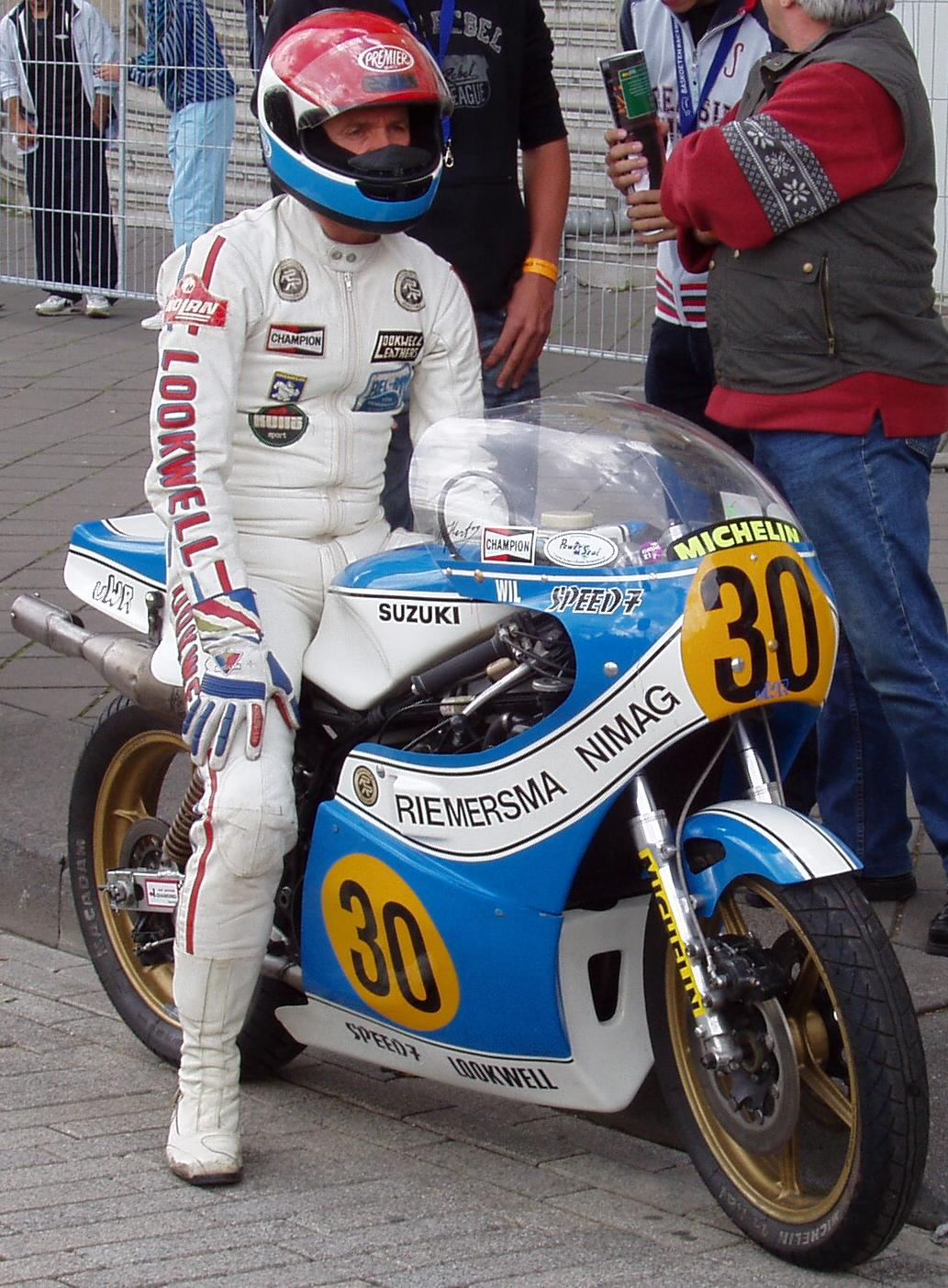
Wil Hartog tijdens Monaco aan de Maas te Rotterdam op 7 augustus 2005
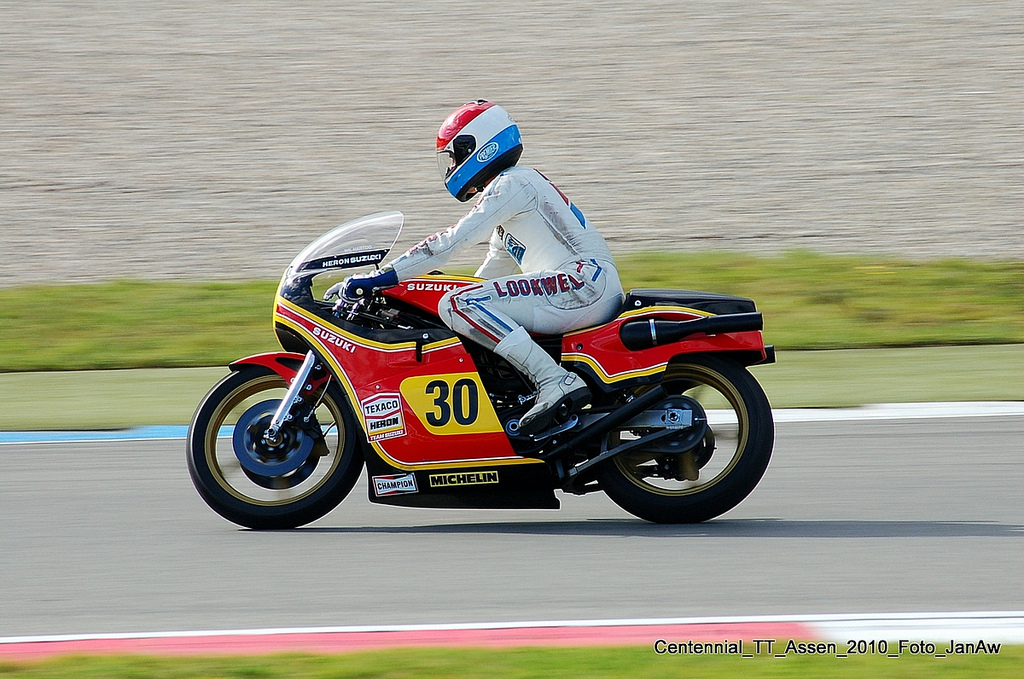
Wil Hartog tijdens de Centennial Classic TT Assen in 2010 met de RGB 500 uit 1981